# One Foot in Hell
| Recensione        | Giudizio |
| ----------------- | -------- |
| Rock Hard tedesco | [ 1 ]    |

One Foot in Hell è il terzo album del gruppo heavy metal statunitense Cirith Ungol, pubblicato in vinile nell'agosto del 1986 da Metal Blade e prodotto da Brian Slagel insieme alla band. L'album è stato ristampato in formato CD nel 1999.
Una cover della canzone "Nadsokor" è stata realizzata degli italiani Doomsword ed inserita nel loro album d'esordio.

## Tracce
1. Blood & Iron – 3:51
2. Chaos Descends – 4:55
3. The Fire – 3:36
4. Nadsokor – 4:43
5. 100 MPH – 3:26
6. War Eternal – 5:12
7. Doomed Planet – 4:37
8. One Foot in Hell – 5:10

## Formazione
- Tim Baker - voce
- Jerry Fogle - chitarra
- Michael "Flint" Vujejia - basso
- Robert Garven - batteria